# مينامدانج
مينامدانغ (بالكورية: 미남당)؛ هو مسلسل تلفزيوني كوري جنوبي، بطولة سيو ان جوك وأوه يون سيو. وهو مبني على رواية المنشورة على الإنترنت بعنوان «مينامدانج: ملاحظة قضية» للكاتب جونغ جاي ها، والتي تم نشرها على كاكاو باج وفازت بالجائزة الكبرى في مسابقة رواية الويب للمنصة. عرض على قناة كي بي بي 2 في 27 يونيو إلى 23 أغسطس 2022. تم بثه يومي الإثنين والثلاثاء. وهو متاح أيضًا للبث على نتفليكس في مناطق مختارة.

## القصة
يتبع المسلسل الأحداث الغامضة التي مر بها المحلل السابق الذي أصبح شامانًا وزملاؤه. وستتناول الدراما عملية حل قضايا العملاء الذين يزورون المقهى المشبوه المسمى مينامدانج.

## طاقم

### دور رئيسي
- سيو ان جوك في دور نام هان -جون: هو محلل جنائي سابق، ويعمل الآن كمحتال. من أجل حيله، يتنكر في هيئة عراف ويدير متجر شامان يعرف بمينامدانج. كما انه يجذب العملاء بوسامته ومهارات التحدث. يخدع عملائه من أجل المال، لكن يتدخل أيضًا في قضاياهم ويساعد في حلها.[8]
- أوه يون سو في هان جاي-هي : محققة جرائم قتل في السنة الثالثة، صالحة، رشيقة، ملتوية، لكنها شخص مخلص.[8][7]

### داعم
- كواك سي يانغ في دور جونج سو تشيول: باريستا في مينامدانج أثناء النهار ومحقق جرائم قتل في الليل.[14]
- كانع مي-نا بدور نام هاي جون: الأخت الصغرى لـ هان-جون وهي من اي ان اس سابقا.[14]
- كوون سو هيون في دور تشا دو وون: مدع عام ثري في دائرة الشؤون الجنائية بمكتب نيابات المنطقة الغربية.[14]
- جونغ ها جون في دور نا كوانج تاي: محقق مبتدئ.[15]
- بايك سيو هو بدور جوناثان: موظف بدوام جزئي في مينامدانج.[16]
- جونغ مان سيك بدور جانغ دو جين: محقق مخضرم يبلغ من العمر خمسة عشر عامًا.[17]
- جونغ اون بيو بدور كيم تشول جيون: قائد الشرطة.[9]
- هوانغ وو سول هي بدور لي مين كيونغ: عميل VVIP لـ مينامدانج.[9]

### ظهور خاص
- سونغ جاي ريم[18]
- لوسي كصديقة هان جون السابقة[19]

## المشاهدات
| الموسم | الموسم | رقم الحلقة | رقم الحلقة | رقم الحلقة | رقم الحلقة | رقم الحلقة | رقم الحلقة | رقم الحلقة | رقم الحلقة | رقم الحلقة | رقم الحلقة | رقم الحلقة | رقم الحلقة | رقم الحلقة  | رقم الحلقة | رقم الحلقة | رقم الحلقة | رقم الحلقة | رقم الحلقة | المتوسط     |
| الموسم | الموسم | 1          | 2          | 3          | 4          | 5          | 6          | 7          | 8          | 9          | 10         | 11         | 12         | 13          | 14         | 15         | 16         | 17         | 18         | المتوسط     |
| ------ | ------ | ---------- | ---------- | ---------- | ---------- | ---------- | ---------- | ---------- | ---------- | ---------- | ---------- | ---------- | ---------- | ----------- | ---------- | ---------- | ---------- | ---------- | ---------- | ----------- |
|        | 1      | 967        | 935        | 1009       | 1041       | 827        | 837        | 812        | 855        | 770        | 967        | 795        | 817        | ستُعلن لاحقًا | 800        | 823        | 868        | 899        | 1008       | ستُعلن لاحقًا |

| الحلقات | تاريخ البث    | تقييمات "نيلسن كوريا" | تقييمات "نيلسن كوريا" |
| الحلقات | تاريخ البث    | على الصعيد الوطني     | منطقة العاصمة         |
| ------- | ------------- | --------------------- | --------------------- |
| 1       | 27 يونيو 2022 | 5.7%                  | 5.7%                  |
| 2       | 28 يونيو 2022 | 5.6%                  | 5.3%                  |
| 3       | 4 يوليو 2022  | 5.6%                  | 5.4%                  |
| 4       | 5 يوليو 2022  | 5.7%                  | 5.8%                  |
| 5       | 11 يوليو 2022 | 4.8%                  | 4.6%                  |
| 6       | 12 يوليو 2022 | 4.2%                  | 4.1%                  |
| 7       | 18 يوليو 2022 | 4.5%                  | 4.3%                  |
| 8       | 19 يوليو 2022 | 5.0%                  | 4.8%                  |
| 9       | 25 يوليو 2022 | 4.5%                  | 4.6%                  |
| 10      | 26 يوليو 2022 | 5.5%                  | 5.7%                  |
| 11      | 1 أغسطس 2022  | 4.1%                  | 4.1%                  |
| 12      | 2 أغسطس 2022  | 4.7%                  | 4.5%                  |
| 13      | 8 أغسطس 2022  | 3.7%                  | N/A                   |
| 14      | 9 أغسطس 2022  | 4.3%                  | N/A                   |
| 15      | 15 أغسطس 2022 | 4.5%                  | 4.4%                  |
| 16      | 16 أغسطس 2022 | 5.0%                  | 4.8%                  |
| 17      | 22 اغسطس 2022 | 5.0%                  | 5.1%                  |
| 18      | 23 اغسطس 2022 | 5.7%                  | 5.6%                  |
| المعدل  | المعدل        |                       | غ/م                   |

## الإنتاج

### صناعة
المسلسل من إخراج كو جاي هيون الذي عمل على مسلسلات مثل نساء تحت الشمس ، الأسود ، اللاعب ، ورفيق العشاء. ومن كتابة بارك هاي-جين التي كتبت مسلسل «مسدس الدخان» ، وساعدت في الدراما التاريخية "الإمبراطور: صاحب القناع". ومن تخطيط قسم الدراما كي بي إس، وانتاج من قبل الشركة التابعة مونستر يونين بتعاون مع أي دي 406 وبيبل ستوري كامبني.

### طاقم
يجمع المسلسل الممثل سيو ان جوك والكاتبة بارك هاي جين بعد مسلسل «الدخان» لعام 2020.

### التصوير
تمت قراءة السيناريو الأول للممثلين في 19 نوفمبر 2021.
في 29 مارس 2022 ، أعلنت وكالة سيو ان جوك أن الممثل أوقف مؤقتًا تصوير في المسلسل بعد أن ثبتت إصابته بـ COVID-19.

## روابط خارجية
- الموقع الرسمي
 (بالكورية)
- مقهى مينامدانغ على موقع IMDb (الإنجليزية)
- مقهى مينامدانغ على موقع نتفليكس (الإنجليزية)
- مقهى مينامدانغ على موقع كينوبويسك (الروسية)
- مقهى مينامدانغ على موقع قاعدة بيانات الفيلم (الإنجليزية)
- مينامدانج على هانسينما